# Crassula macowaniana
Crassula macowaniana är en fetbladsväxtart som beskrevs av Schönl. & Baker f.. Crassula macowaniana ingår i släktet krassulor, och familjen fetbladsväxter. Inga underarter finns listade i Catalogue of Life.

## Bildgalleri

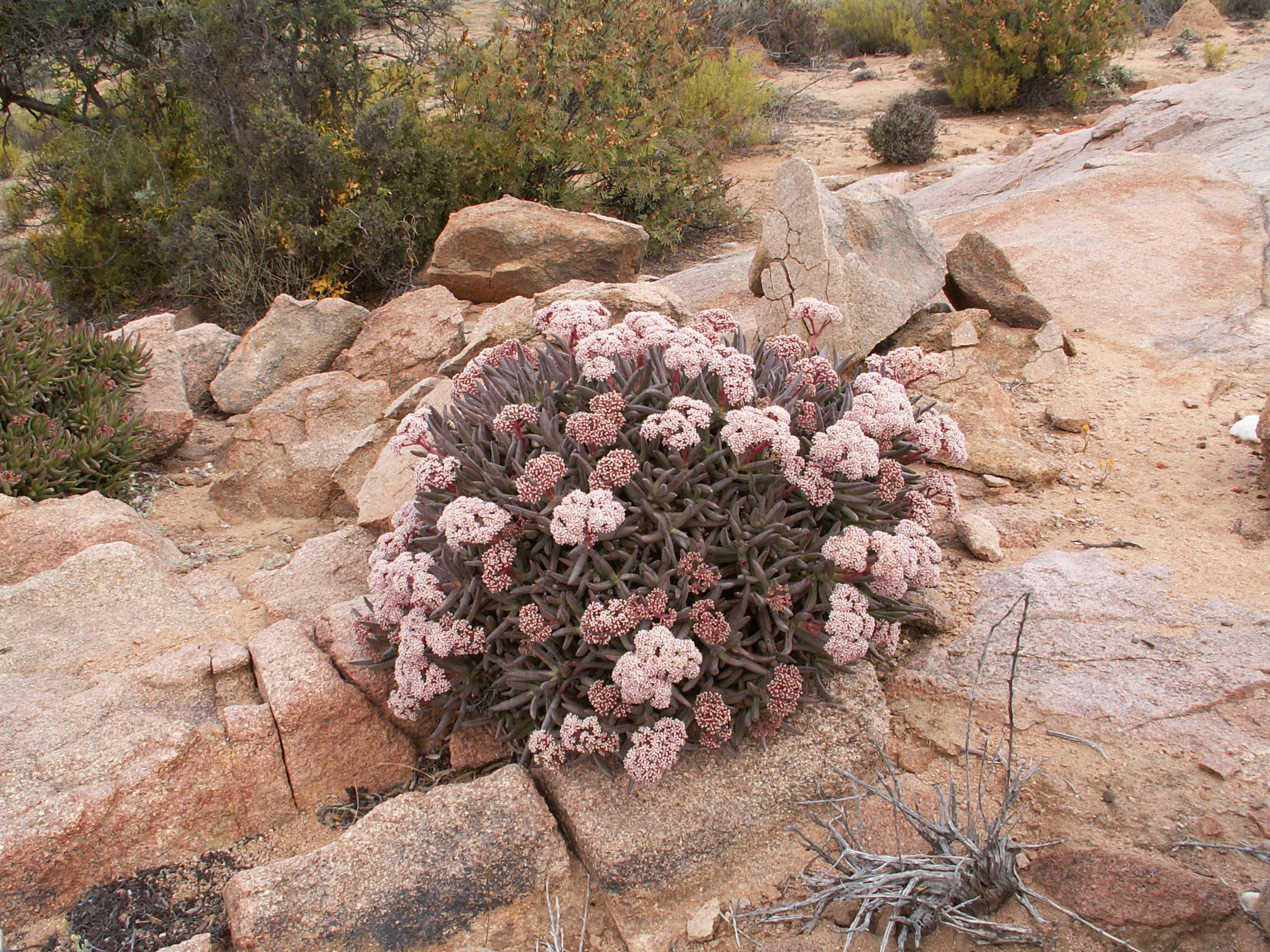
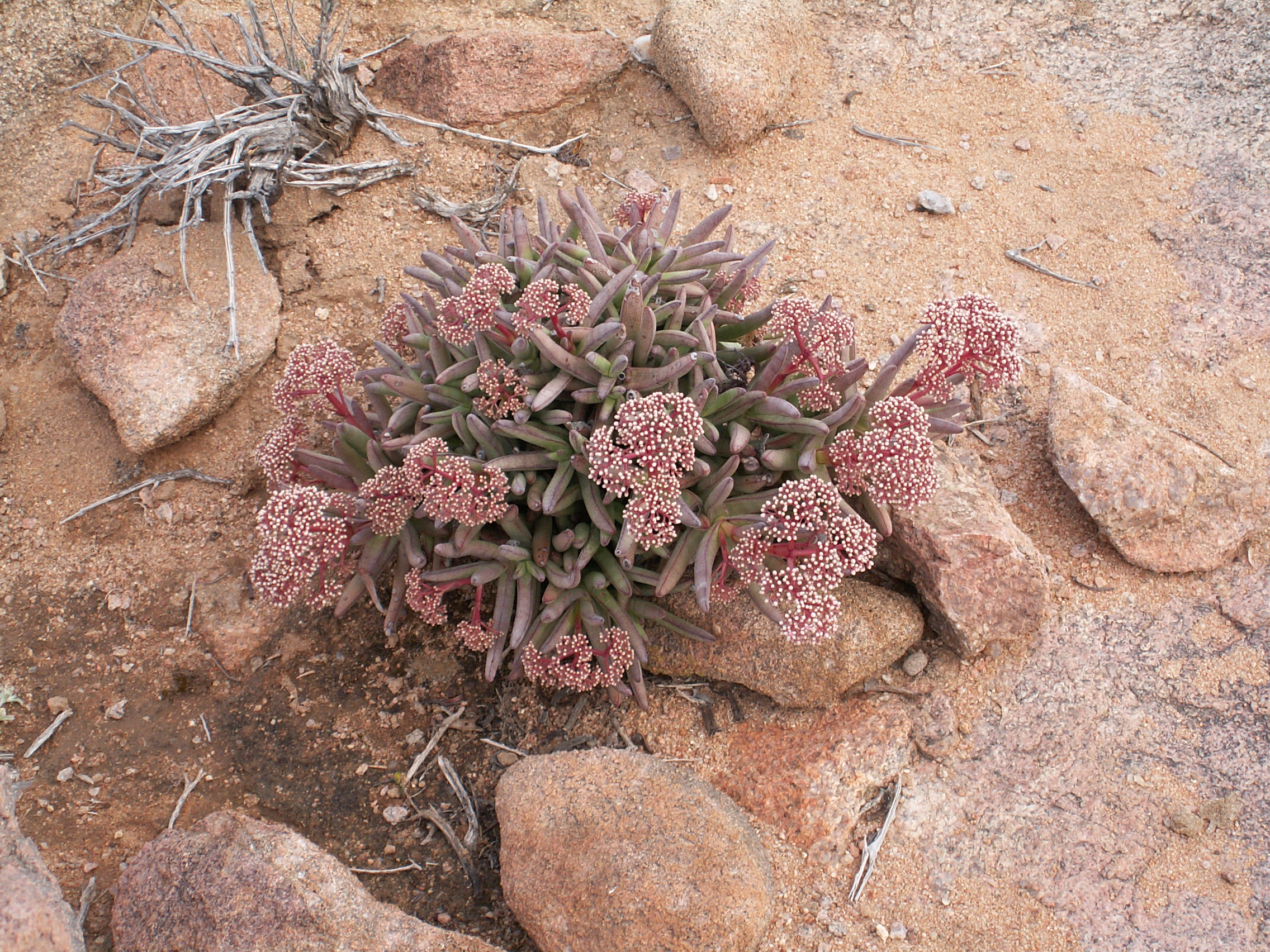
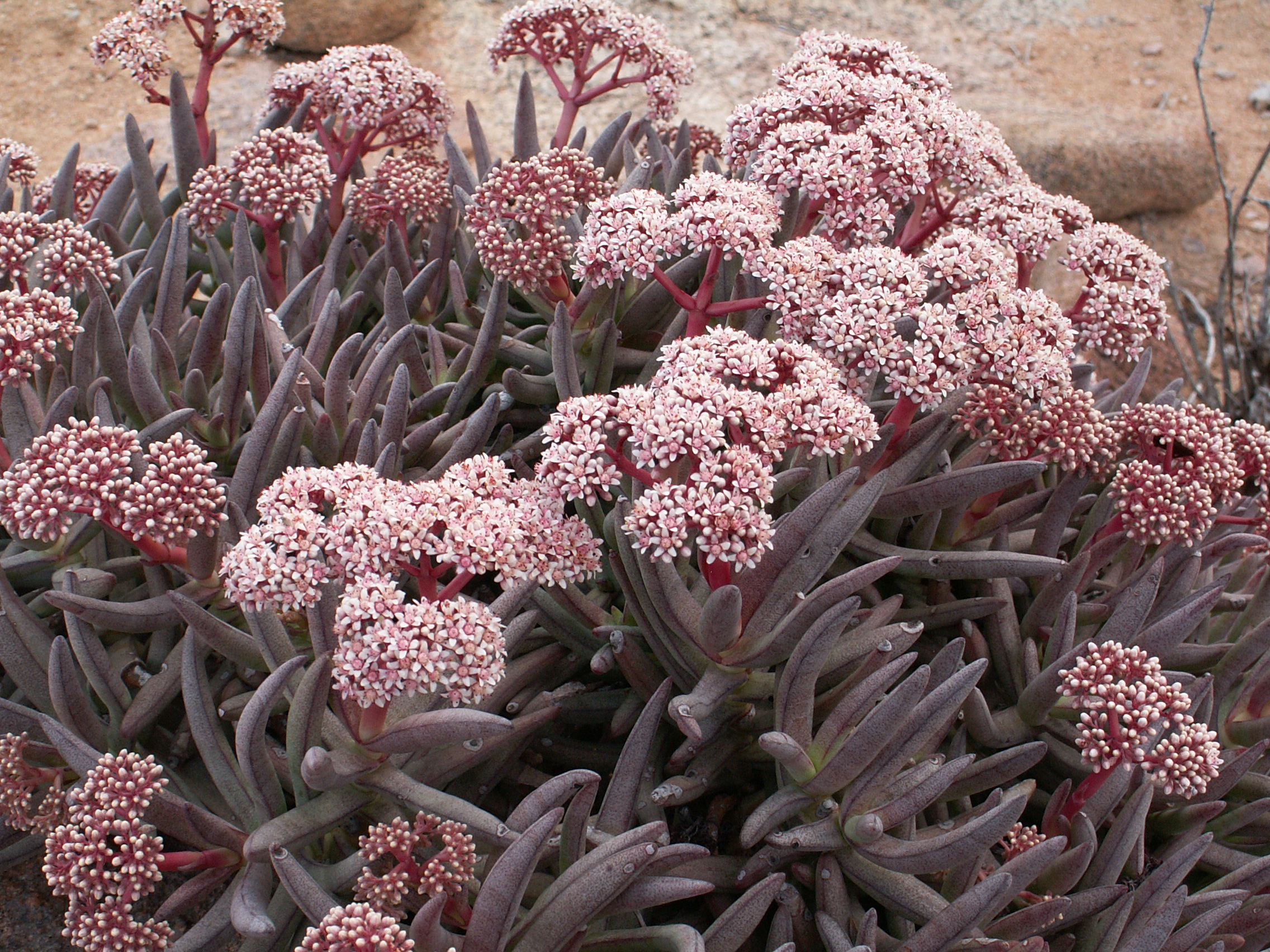
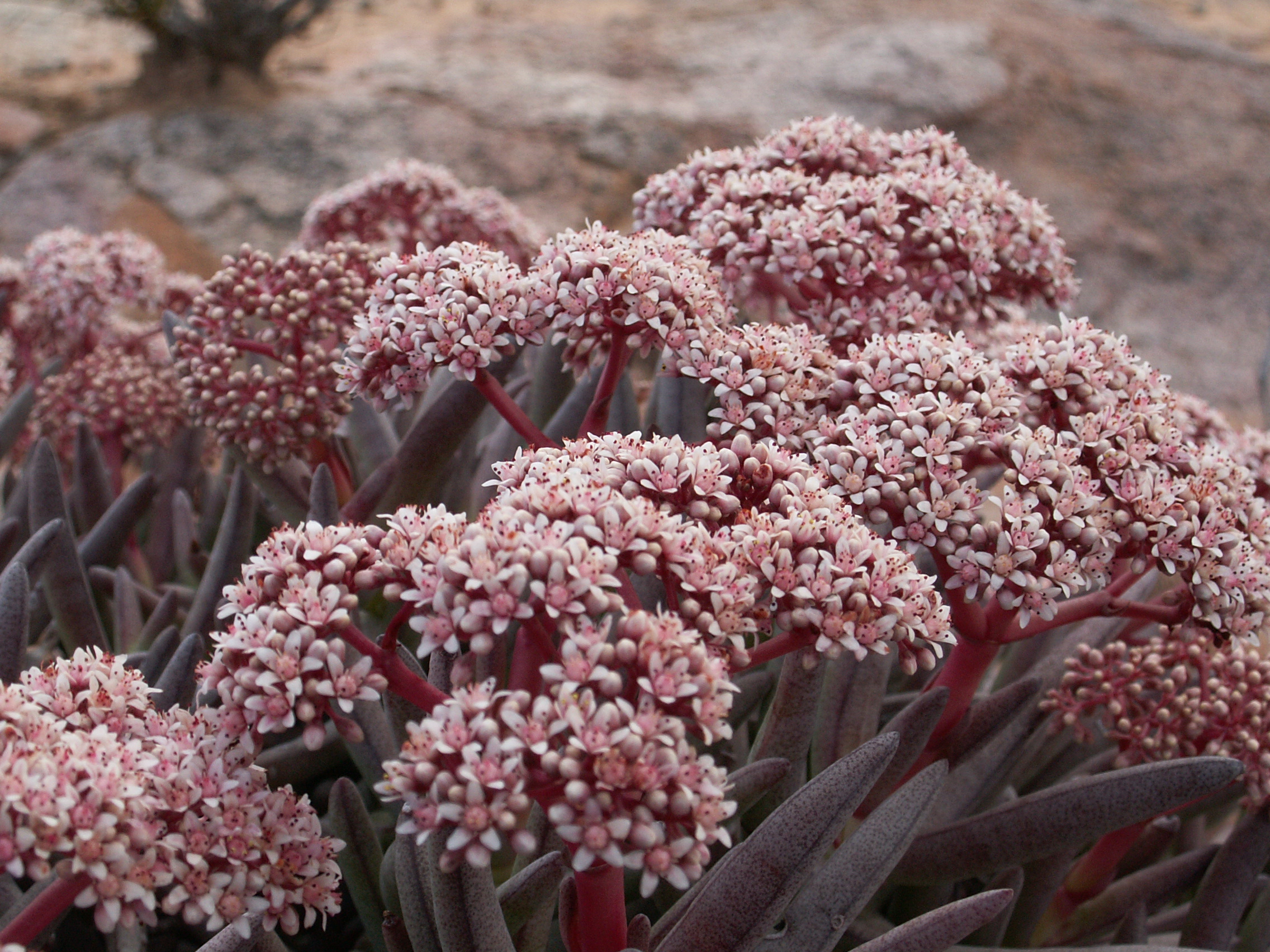